# Blame it on the bossa nova
Blame it on the bossa nova is een lied dat is geschreven door het schrijversduo Barry Mann en Cynthia Weil. De eerste en meest succesvolle versie van het lied werd opgenomen in 1962 door de Amerikaanse zangeres Eydie Gormé. Deze versie werd een toptienhit in de Verenigde Staten en Nederland. Een Duitse versie, Schuld war nur der Bossa Nova door Manuela, haalde de eerste plaats in de Duitse hitparade.

## Achtergrond
De zangeres wordt verliefd op haar danspartner tijdens het dansen van de bossanova. Ze beginnen een romance en maken plannen om te gaan trouwen. Als haar kinderen straks vragen hoe hun ouders bij elkaar zijn gekomen, zal ze zeggen: ‘Dat is de schuld van de bossanova.’
De bossanova was in de vroege jaren zestig een populaire dans. Een paar maanden na Blame it on the bossa nova werd ook Bossa nova baby van Elvis Presley een grote hit. Eydie Gormé kwam in 1964 nog eens terug op de bossanova met Can't get over (the bossa nova), de achterkant van de single I want you to meet my baby.

## Versie van Eydie Gormé
Bij de opname van Blame it on the bossa nova door Eydie Gormé traden The Cookies als achtergrondkoortje op. De plaat haalde de 7e plaats in de Amerikaanse Billboard Hot 100 (in maart 1963) en de 32e plaats in de Britse UK Singles Chart. In Nederland haalde de plaat de 5e plaats. In Zweden haalde ze de eerste plaats en in Noorwegen de tweede.
In 1963 verschenen van Eydie Gormé ook een ep op 33⅓ toeren, met Blame it on the bossa nova, Desafinado, The coffee song, One note samba, The sweetest sounds en 
Melodie d'amour, en een lp Blame it on the bossa nova.

## Engelstalige covers
- Johnny Lion bracht in 1963 in Nederland een eigen versie van het nummer als single uit.[8]
- Bobby Vee bracht in 1964 een langspeelplaat uit met medleys van nummers die toen populair waren onder de titel 30 big hits of the 60's. Een van die medleys bestaat uit A fool never learns, Do you want to know a secret, Goodbye cruel world, Blame it on the bossa nova en Dawn.[9]
- Annette Funicello zong het nummer op haar album Annette at Bikini Beach van 1964.[10] In het tweede seizoen van de tv-serie The West Wing wordt Ainsley Hayes (gespeeld door Emily Procter) betrapt als ze in een badjas danst op dit liedje.
- Edmundo Ros en zijn orkest namen het nummer op voor hun album Latin melodies old and new van 1965.[11]
- Cliff Richard zette het nummer op zijn album Kinda' Latin uit 1966.[12]
- Nancy Boyd nam het nummer op voor haar album Let's hang on uit 1987.[13] Het was ook de achterkant van haar single Maybe I know.[14]
- Manuela zong het nummer behalve in het Duits ook in het Engels, als achterkant van When a man loves a woman (1990).[15] In 1978 had ze al een discoversie van het nummer opgenomen: Blame the disco bossa nova, ook in het Engels.[16]
- Het duo Maywood zong het nummer op het album Walking back to happiness uit 1991.[17]
- Corry Konings nam in 2004 een album met Engelstalige liedjes op onder de titel Anders. Blame it on the bossa nova staat erop onder de titel Blame it on the bassanova.[18]

## Versie van Manuela
Georg Buschor vertaalde begin 1963 het lied in het Duits en gaf het de titel Schuld war nur der Bossa Nova. Manuela nam het in februari van dat jaar op als haar tweede single.
Op de Bayerischer Rundfunk mocht het liedje niet gedraaid worden vanwege de regels:
Als die kleine Jane rade 18 war,
führte sie der Jim in die Dancing Bar,
doch am nächsten Tag fragte die Mama:
‘Kind, warum warst Du erst heut' morgen da?’
(Toen de kleine Jane net 18 was,
loodste Jim haar het danscafé binnen,
maar de volgende dag vroeg mama:
‘Kind, waarom was je er vanochtend vroeg pas?’)
De omroep vond dat niet gepast voor een meisje van 18. Niettemin haalde de plaat in juni 1963 de eerste plaats in de Musikmarkt Top 100, de (West-)Duitse hitparade, en bleef daar vier weken.
Manuela zong nog hetzelfde jaar haar hit in de film Im singenden Rößl am Königssee van Franz Antel.
Deze Duitse versie is ook opgenomen door onder anderen Wind op het album Schön war die Zeit (Die großen Hits der 50er & 60er Jahre) van 2007.

## Anderstalige covers
Eydie Gormé zong het liedje in 1963 zelf in het Spaans onder de titel Cúlpale a la bossa nova.
Richard Anthony zong in 1963 een Franse versie onder de titel Tout ça pour la bossa nova op een album dat ook Richard Anthony heette.
In 1967 bracht Anna-Lena een Zweedse versie uit onder de titel Det finns ingenting att hämta, als achterkant van de single Plaisir d'amour. Lotta Engberg zong hetzelfde liedje op het album Tolv i topp uit 1997.
Ulla Pia bracht het nummer in 1967 in het Deens uit als single onder de titel Der er ingenting at hente.